# Idrettsklubben Start 1978
Questa voce raccoglie le informazioni riguardanti l'Idrettsklubben Start nelle competizioni ufficiali della stagione 1978.

## Stagione
Al termine della 1. divisjon 1978, lo Start ha conquistato la vittoria in campionato per la prima volta nella sua storia. L'avventura nel Norgesmesterskapet è terminata invece in semifinale, con l'eliminazione per mano del Lillestrøm. Lo Start ha partecipato anche alla Coppa UEFA 1978-1979, salutando la competizione ai trentaduesimi di finale dopo aver perso nel doppio confronto con i danesi dell'Esbjerg.

## Rosa
| N. |                     | Ruolo | Calciatore          |
| -- | ------------------- | ----- | ------------------- |
|    | Norvegia (bandiera) | P     | Roy Amundsen        |
|    | Norvegia (bandiera) | P     | Roald Rørheim       |
|    | Norvegia (bandiera) | D     | Jan Aasen           |
|    | Norvegia (bandiera) | D     | Helge Breilid       |
|    | Norvegia (bandiera) | D     | Reidar Flaa         |
|    | Norvegia (bandiera) | D     | Svein Kaalaas       |
|    | Norvegia (bandiera) | D     | Trond Pedersen      |
|    | Norvegia (bandiera) | D     | Torgny Svendsen     |
|    | Norvegia (bandiera) | C     | Thor Einar Andersen |
|    | Norvegia (bandiera) | C     | Helge Haugen        |

| N. |                     | Ruolo | Calciatore          |
| -- | ------------------- | ----- | ------------------- |
|    | Norvegia (bandiera) | C     | Cay Ljosdal         |
|    | Norvegia (bandiera) | C     | Svein Mathisen      |
|    | Norvegia (bandiera) | C     | Audun Myhre         |
|    | Norvegia (bandiera) | C     | Helge Skuseth       |
|    | Norvegia (bandiera) | C     | Stein Thunberg      |
|    | Norvegia (bandiera) | C     | Svein Inge Urke     |
|    | Norvegia (bandiera) | A     | Sven Otto Birkeland |
|    | Norvegia (bandiera) | A     | Kai Hæstad          |
|    | Norvegia (bandiera) | A     | Preben Jørgensen    |
|    | Norvegia (bandiera) | A     | Gunvald Slatlem     |

## Risultati

### 1. divisjon

#### Girone di andata
| 23 aprile 1978 1ª giornata | Bryne | 0 – 1 referto | Start |  |

| 30 aprile 1978 1ª giornata | Start | 1 – 1 referto | Steinkjer |  |

| 4 maggio 1978 3ª giornata | Lillestrøm | 1 – 2 referto | Start |  |

| 7 maggio 1978 4ª giornata | Start | 3 – 1 referto | Molde |  |

| 15 maggio 1978 5ª giornata | Moss | 0 – 2 referto | Start |  |

| 24 maggio 1978 6ª giornata | Start | 0 – 1 referto | Skeid |  |

| 27 maggio 1978 7ª giornata | Viking | 0 – 2 referto | Start |  |

| 4 giugno 1978 8ª giornata | Start | 0 – 0 referto | Brann |  |

| 12 giugno 1978 9ª giornata | Lyn Oslo | 0 – 2 referto | Start |  |

| 18 giugno 1978 10ª giornata | Start | 2 – 0 referto | Vålerengen |  |

| 21 giugno 1978 11ª giornata | Bodø/Glimt | 1 – 1 referto | Start |  |

#### Girone di ritorno
| 2 agosto 1978 12ª giornata | Start | 0 – 0 referto | Bryne |  |

| 5 agosto 1978 13ª giornata | Steinkjer | 0 – 0 referto | Start |  |

| 13 agosto 1978 14ª giornata | Start | 3 – 3 referto | Lillestrøm |  |

| 20 agosto 1978 15ª giornata | Molde | 0 – 2 referto | Start |  |

| 3 settembre 1978 16ª giornata | Start | 2 – 0 referto | Moss |  |

| 10 settembre 1978 17ª giornata | Skeid | 0 – 1 referto | Start |  |

| 17 settembre 1978 18ª giornata | Start | 1 – 1 referto | Viking |  |

| 24 settembre 1978 19ª giornata | Start | 1 – 0 referto | Lyn Oslo |  |

| 1º ottobre 1978 20ª giornata | Brann | 4 – 2 referto | Start |  |

| 8 ottobre 1978 21ª giornata | Vålerengen | 0 – 1 referto | Start |  |

| 15 ottobre 1978 22ª giornata | Start | 1 – 0 referto | Bodø/Glimt |  |

### Norgesmesterskapet
| 26 luglio 1978 Terzo turno | Urædd | 1 – 5 referto | Start |  |

| 23 agosto 1978 Quarto turno | Start | 5 – 1 referto | Raufoss |  |

| 6 settembre 1978 Quarti di finale | Rosenborg | 1 – 1 (d.t.s.) referto | Start |  |

| 15 settembre 1978 Quarti di finale Ripetizione | Start | 2 – 1 referto | Rosenborg |  |

| 4 ottobre 1978 Semifinale | Start | 0 – 0 (d.t.s.) referto | Lillestrøm |  |

| 11 ottobre 1978 Semifinale Ripetizione | Lillestrøm | 1 – 0 referto | Start |  |

### Coppa UEFA
| Kristiansand 13 settembre 1978 Trentaduesimi di finale Andata | Start   | 0 – 0 referto | Esbjerg | Kristiansand Stadion (1.417 spett.)\| Arbitro: \| Peltola \| |
| Arbitro:                                                      | Peltola |               |         |                                                              |

| Arbitro: | Eriksson |

|             |           |  |
| Iversen 88’ | Marcatori |  |